# Tóth Béla (újságíró)
Tóth Béla (Pest, 1857. október 20. – Budapest, 1907. április 3.) magyar újságíró, filológus, művelődéstörténész, író és műfordító. A századforduló elismert, sokoldalú publicistája volt, de jelentős munkásságot fejtett ki a magyar nyelvű proverbiumok, anekdoták, aforizmák és szállóigék összegyűjtése és filológiai feldolgozása terén is. Tóth Kálmán (1831–1881) költő, író és Majthényi Flóra (1837–1915) költő fia.

## Életútja
A gimnázium első hat osztályát 1868 és 1874 között a pesti piaristáknál végezte, méghozzá – valószínűleg összefüggésben azzal, hogy szülei 1868-ban elváltak – a rendházban lakó konviktorként. A VII. osztályt nem ott végezte, majd 1875/1876-ra a VIII. osztályra visszatért a konviktusba és a gimnáziumba, de „gyakori betegeskedése” miatt csak latinból és görögből kapott jegyet, és ott érettségi vizsgát sem tett. A konviktusban 1870–1873 között Kocsis József, 1873/1874-ben Pap János piaristák voltak a prefektusai. Ezután a Budapesti Tudományegyetem orvos- és természettudományi karának hallgatója volt. 1877-ben ő volt a vezetője annak a Konstantinápolyba utazó egyetemi küldöttségnek, amely a szerbeket Đunisnál legyőző oszmán vezírnél, Abdul-Kerim pasánál tisztelgett, és díszkardot adott át.
1878-ban félbehagyta tanulmányait és nagyobb utazást tett Macedóniában, Bulgáriában, Görögországban és Egyiptomban. Hazatérve az újságírói pályára lépett, egyebek mellett a Fővárosi Lapok, a Függetlenség és a Budapesti Hírlap munkatársaként tevékenykedett, majd 1897 után a Pesti Hírlap vezető munkatársa volt.
Korábban derűs kedélye az 1890-es években megváltozott, egészsége megrendült és felesége 1906-ban bekövetkezett halála után magányosan, meghasonulva élt. Éjszakai életmódja következtében rászokott az alkoholra és dohányzásra. Felesége elvesztése mellett ez is komoly mértékben hozzájárult alig 49 éves korában bekövetkezett halálához.
Sírja a Fiumei úti sírkertben található, Ligeti Miklós 1909. évi szobra díszíti. Sírfelirata: „Az igazság harcosa.”

## Munkássága
Ismertségét és elismertségét elsősorban filológiai és művelődéstörténeti kutatásainak köszönhette. Összegyűjtötte és magyarázatokkal kiegészítve közreadta a magyar irodalom aforizma- és szállóigeanyagát. Tudományos szempontból is jelentős a magyar anekdotakincset összefoglaló, hatkötetes monografikus műve. Széles olvasóközönséget hódított meg egyetemes művelődéstörténeti érdekességeket ismertető írásaival és könyveivel is. Egyebek mellett ő tisztázta a „magyar Faustként” elhíresült 18. századi orvosdoktor, Hatvani István alakját az ördöngösség évszázados vádja alól, ő tárta fel a 16. századi budai dervis, Gül Baba történetét. Munkatársa volt A Pallas nagy lexikonának és a Magyar Nyelvőr című folyóiratnak is. Nyelvészeti írásaiban Szarvas Gábor ortológ – az idegen hatásokat és a nyelvújítási törekvéseket elutasító – nyelvművelési elgondolásai mellett szállt síkra, emellett nevéhez fűződik több koholt nyelvemlék leleplezése is.
Termékeny publicista volt, pályafutása során mintegy ezer tárcát írt, cikkei széles érdeklődési körről tesznek tanúbizonyságot. Politikai írásaiban kora közéleti és társadalmi visszásságait ostorozta alapos történeti és statisztikai felkészültséggel. Népszerűek voltak úti rajzai, jeles kortársairól írott portréi, a mindennapok érdekességeiről és egzotikumokról szóló tárcái. A legnagyobb sikert a Pesti Hírlap hasábjain 1897-től rendszeresen megjelent Esti Levelek című rovatával érte el, amelyben közvetlen hangvételben osztotta meg gondolatait a kor tudományos és kulturális érdekességeiről. Írásai stílusában tudatosan az élőszó modorát és fordulatait követte.
Szépíróként novelláiban letűnt korok, különösen a török hódoltság világát elevenítette fel. Archaizálásra hajlamos szépírói modora, historizáló nyelvezete és a századfordulóról visszatekintve egzotikus történeti kulisszái miatt gyakran említik Jókai Mór és Gárdonyi Géza méltó, de kevésbé termékeny pályatársaként. Elbeszélései egy részének hősei kisemberek, Budapest mindennapi figurái, akik sorsát melankóliával, iróniával, helyenként sajátos morbiditással ábrázolta. Pályája során mintegy ötven könyvet fordított le, a korban népszerű lektűröket, olasz és francia írók – Georges Ohnet, Paul Bourget, Camille Flammarion, Matilde Serao és mások – prózai műveit ültette át magyarra.

### Főbb művei
- A mi urunk Jézus Krisztus gyermekségéről írott könyv. Budapest: 1893.
- Szájról-szájra: A magyarság szálló igéi. Budapest. 1895. ( → reprint kiadásban: „Híres emberek híres mondásai” címmel, Laude Kiadó, Budapest, é. n. [2000-es évek],  helytelen ISBN kód: 963-9120-63-0 )
- Mendemondák – A világtörténet furcsaságai. Budapest. 1896. Online ( → reprint kiadásban: „Kacsák a történelemben” címmel, Anno Kiadó, Budapest, é. n. [2000-es évek], ISBN 963-9120-06-5)
- Oroszországi úti vázlatok az 1897. évi moszkvai orvosi kongresszus alkalmából. Budapest. 1898.
- A magyar anekdotakincs I–VI. Budapest. 1898–1903.
- Magyar ritkaságok: Curiosa Hungarica. Budapest. 1899. ( → reprint kiadásban: Anno Kiadó, Budapest, é. n. [2000-es évek], ISBN 963-375-277-9)
- A spiritismusról. Budapest. 1903.
- Szálló igék lexikona. Budapest. 1906. ( → reprint kiadásban: Anno Kiadó, Budapest, é. n. [2000-es évek], ISBN 963-9066-85-0)
- Gül Baba (és egyéb czikkek). Budapest. 1907.

Szépirodalmi művei

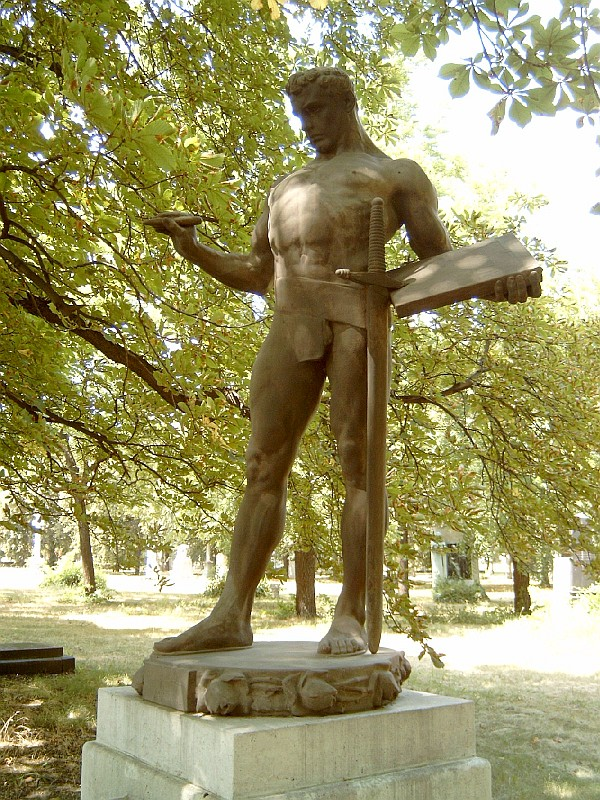
Sírja a Fiumei úti sírkertben. (29/1-1-45). Alkotója: Ligeti Miklós, 1909

- János barát: Népies költői beszélyke három énekben. Budapest. 1873. (verses elbeszélés)
- Konstantinápolyi emlékek. Budapest. 1877. (novellák)
- Tollheggyel: Tárczalevelek, rajzok. Budapest. 1882. (tárcák)
- Török historiák. Budapest. 1888. (novellák)
- A boldogasszony dervise és egyéb históriák. Budapest. 1897. (elbeszélések)
- Vasárnapok: Elbeszélések. Budapest. 1898.
- 100 esti levél. Budapest: Lampel. 1904. (tárcák)

## További irodalom
- Nagy József: Tóth Béla élete és munkássága. Budapest. 1932.